# Andris Bērziņš (Politiker, 1951)

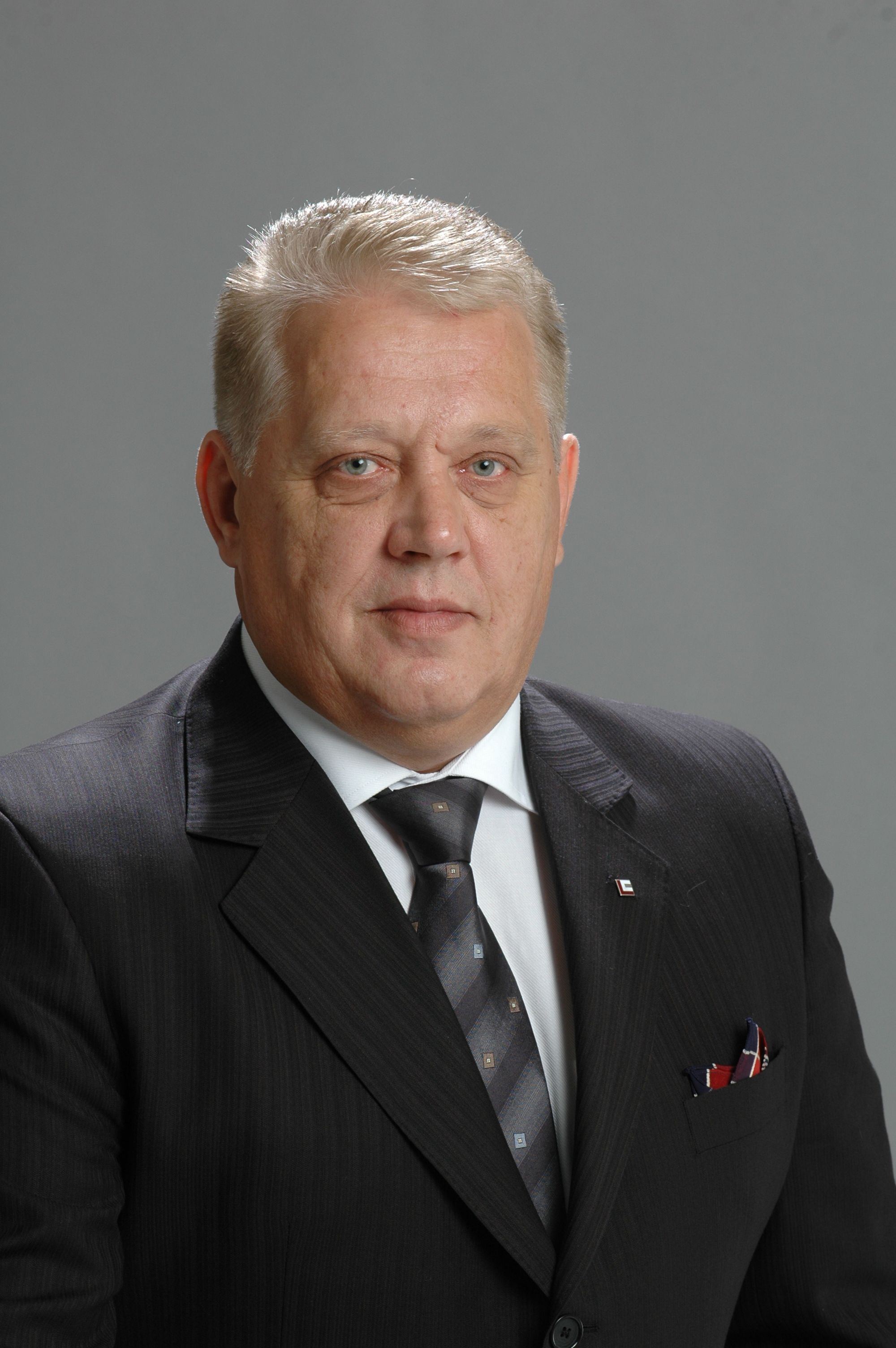
Andris Bērziņš (2004)

Andris Bērziņš (* 4. August 1951 in Riga) ist ein lettischer Politiker der Partei Latvijas Ceļš (Lettlands Weg) und ehemaliger Ministerpräsident.

## Leben

### Minister und Bürgermeister von Riga
Nach der Schulausbildung absolvierte er ein Studium der Geschichte und der Philosophie.
Bērziņš wurde am 3. August 1993 zum Arbeitsminister in das Kabinett von Valdis Birkavs berufen. Im Anschluss daran war er vom 15. September 1994 bis zum 21. Dezember 1995 Stellvertretender Ministerpräsident und Wohlfahrtsminister in der Regierung von Māris Gailis. Schließlich gehörte er noch bis zum 13. Februar 1997 dem Kabinett von Ministerpräsident Andris Šķēle als Staatsminister für Arbeit im Wohlfahrtsministerium an.
1997 wurde er als Kandidat der Partei Latvijas Ceļš zum Bürgermeister von Riga gewählt.

### Ministerpräsident von 2000 bis 2002
Im Anschluss daran wurde er als Nachfolger von Šķēle am 5. Mai 2000 schließlich selbst Ministerpräsident. Als solcher bildete er eine Koalitionsregierung seiner Partei mit der „Volkspartei“ (Tautas Partija), der Partei „Für Vaterland und Freiheit“ (Tēvzemei un Brīvībai) sowie der Partei „Neue Ära“ (Jaunais Laiks). Das Amt des Ministerpräsidenten übte er bis zu seiner Ablösung durch Einars Repše am 7. November 2002 aus.
Bei der Europawahl am 18. Mai 2004 kandidierte er erfolglos auf dem zweiten Listenplatz der Latvijas Ceļš.